# Anelosimus oritoyacu
Anelosimus oritoyacu är en spindelart som beskrevs av Ingi Agnarsson 2006. Anelosimus oritoyacu ingår i släktet Anelosimus och familjen klotspindlar. Inga underarter finns listade i Catalogue of Life.